# Гамма-корекція

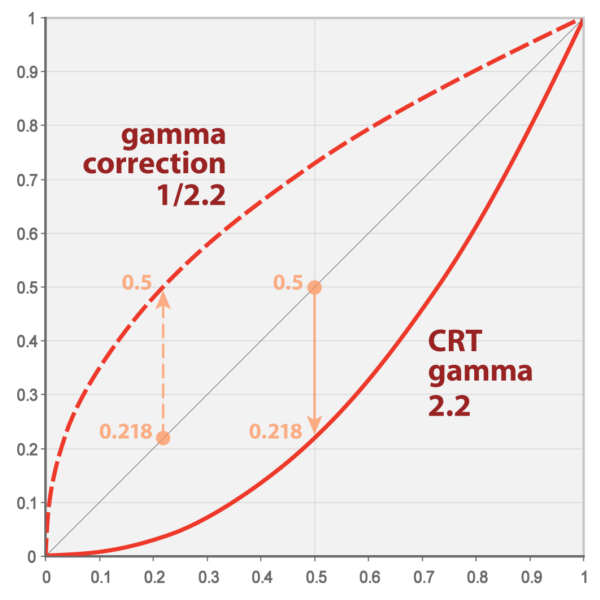
Приклад гамма-корекції зображення на ЕПТ.

Га́мма-коре́кція — коригування яскравості цифрового зображення або відеопотоку. Зазвичай використовується степенева функція у вигляді
{\displaystyle V_{\text{out}}=A{V_{\text{in}}}^{\gamma }}
Гамма-корекція призначена:
- для демонстрації зображень на пристроях виводу з нелінійною характеристикою яскравості;
- для зберігання оцифрованого зображення у формі, де на темні кольори припадає менший відносний шум квантування, ніж на світлі.

## Історія виникнення
Історично введення гамма-корекції було обумовлено тим, що у електронно-променевої трубки залежність між кількістю випущених фотонів і напругою на катоді близька до степеневої функції. В результаті це увійшло в стандарт, і для пізніших рідкокристалічних моніторів, проекторів і т. д., де залежність між напругою і яскравістю має більш складний характер, зараз використовуються спеціальні компенсаційні схеми.
Стандартне значення коефіцієнта гамма для відеозображень NTSC — 2.2. Для дисплеїв комп'ютера значення гамми звичайно становить від 1.8 до 2.4. Засоби налаштувань відеокарт дозволяють подавати на вхід дисплеїв модифікований сигнал, і таким чином коректувати цей параметр.

## Гамма-корекція і колірний профіль
Значення гамми монітора безпосередньо впливає на те, з якою яскравістю буде показано зображення без застосування корекції кольору.
При перенесенні графічного файлу між комп'ютерами копія зображення може виглядати світліше або темніше, ніж оригінал. У різних операційних системах (наприклад Microsoft Windows, GNU / Linux і Macintosh) існують різні стандарти вбудованої гамма-корекції.
При професійній роботі програмне забезпечення враховує колірні профілі зображення і монітора і може вносити необхідні корективи.
Наприклад, вбудована в формат PNG гамма-корекція працює таким чином: дані про настройки дисплея, відеоплати і програмного забезпечення (інформація про гамму) зберігається у файлі разом із самим зображенням, що і забезпечує ідентичність копії оригіналу при перенесенні на інший комп'ютер.